# Kromit
A kromit az oxidásványok közé tartozó ásványfaj, azon belül is a spinellcsoport tagja. Kémiailag vas-króm-oxid. Köbös rendszerben kristályosodik oktaéderként, de kristályos formában igen ritkán található meg, leggyakrabban tömeges, szemcsés és gumós alakban jelenik meg. Magas fémtartalma miatt a legfontosabb krómérc. Gyakran magnézium (Mg) szennyeződést tartalmaz.

## Kémiai összetétele
- Vas (Fe) = 24,9%
- Króm (Cr) = 46,5%
- Oxigén (O) = 28,6%

## Keletkezése
Elsősorban bázikus és ultrabázikus magmás kőzetekben található, kőzetalkotó ásványként is keletkezik. Gyakran likvidmagmás ércesedésekben jön létre. Torlatok ásványaként másodlagosan, áthalmozottan is keletkezik feldúsulása.
Hasonló ásványok: magnetit, bronzit és az olivin.

## Előfordulásai
Ausztria területén Stájerország vidékén, Lengyelországban Sziléziában. Szerbiában Radusa közelében. Románia területén Erdélyben Tisovica (Tiszafa) vidékén. Albánia területén is bányásszák. Nagyobb előfordulások ismertek Norvégiában és Törökországban. Oroszország területén az Ural-hegységben Szaracsenszkoje közelében. Bányászata folyik a Dél-afrikai Köztársaság területén Transval tartományban és Új-Zélandon. Megtalálható az Amerikai Egyesült Államok területén Oregon szövetségi államban.
Kísérő ásványok: magnetit, franklinit, ilmenit és a piroxéncsoport tagjai.
Szarvaskő közelében a magmatikus diabáz önálló ásványként tartalmaz kromitot. Gyakori a hazai bauxitokban. Nézsa bauxitjaiban a leggyakoribb nehézásvány. A gánti bauxit és a Kincsesbánya bitói bányaterület bauxit előfordulásaiban ép oktaéderes kristályi is előfordulnak.